# Маховиков Олександр Федорович
Олександр Федорович Маховиков (рос. Александр Фёдорович Маховиков, нар. 12 квітня 1951, Москва) — радянський футболіст, що грав на позиції лівого захисника, зокрема, за клуб «Динамо» (Москва), у складі якого — чемпіон СРСР, а також національну збірну СРСР.

## Клубна кар'єра
У дорослому футболі дебютував 1970 року виступами за команду клубу «Динамо» (Москва), в якій провів тринадцять сезонів, взявши участь у 287 матчах чемпіонату.  Більшість часу, проведеного у складі московського «Динамо», був основним гравцем захисту команди. У складі «Динамо» виборов титул чемпіона СРСР у скороченому весняному сезоні 1976 року. Був учасником фіналу Кубка володарів кубків 1972 року, в якому за три хвилини до завершення основного часу гри відзначився голом у ворота суперників, шотландського «Рейнджерс», втсановивши, як згодом з'ясувалося, остаточний рахунок матчу (поразка радянської команди 2:3).
Завершив професійну ігрову кар'єру у краснодарській «Кубані», за команду якої виступав протягом 1985—1988 років.

## Виступи за збірну
1972 року дебютував в офіційних матчах у складі національної збірної СРСР. Протягом кар'єри у національній команді, яка тривала 8 років, провів у формі головної команди країни 25 матчів, забивши 1 гол.

## Титули і досягнення
- Чемпіон СРСР (1):

«Динамо» (Москва): 1976 (весна)